# Flaga Gruzji
Flaga Gruzji przedstawia pięć krzyży na białym tle, z czerwonym krzyżem św. Jerzego, patrona Gruzji, w centrum flagi i czterema po bokach.

## Konstrukcja i barwy flagi
Obowiązująca flaga Gruzji jest prostokątem o proporcjach 2:3. Flaga złożona z pięciu czerwonych krzyży na białym tle, z czerwonym krzyżem św. Jerzego w centrum flagi i czterema krzyżami Bolnisi (Bolnuri – katskhuri) po bokach. Poniżej zamieszczona jest tabela ilustrująca barwy oraz grafika ilustrująca proporcje flagi Gruzji.

Schemat proporcji flagi

| Kolor | Czerwony    | Biały       |
| ----- | ----------- | ----------- |
| RGB   | 255-0-0     | 255-255-255 |
| CMYK  | 0-100-100-0 | 0-0-0-0     |
| Web   | #FF0000     | #FFFFFF     |

## Symbolika
Kolor biały był gruzińską barwą narodową w średniowieczu, okresie rozkwitu państwa gruzińskiego.
Układ krzyży na fladze nawiązuje do krzyża jerozolimskiego, symbolizuje Jezusa Chrystusa i czterech ewangelistów.
Po rewolucji róż pojawiła się dodatkowa interpretacja, w której boczne krzyże symbolizują prowincje zamieszkane przez mniejszości etniczne (Abchazja, Adżaria, Osetia Południowa, Dżawachetia) zjednoczone w silnym państwie gruzińskim, symbolizowanym przez krzyż w centrum flagi.

## Galeria flag urzędowych i wojskowych

Flaga Prezydenta Gruzji
Flaga Ministra obrony Gruzji
Szefa sztabu generalnego Gruzji

Flaga wojenna Gruzji
Bandera wojenna Gruzji
Flaga sił lądowych Gruzji
Flaga sił powietrznych Gruzji
Flaga Gwardii Narodowej Gruzji
Flaga Gruzińskiej Służby Wywiadowczej

## Historia

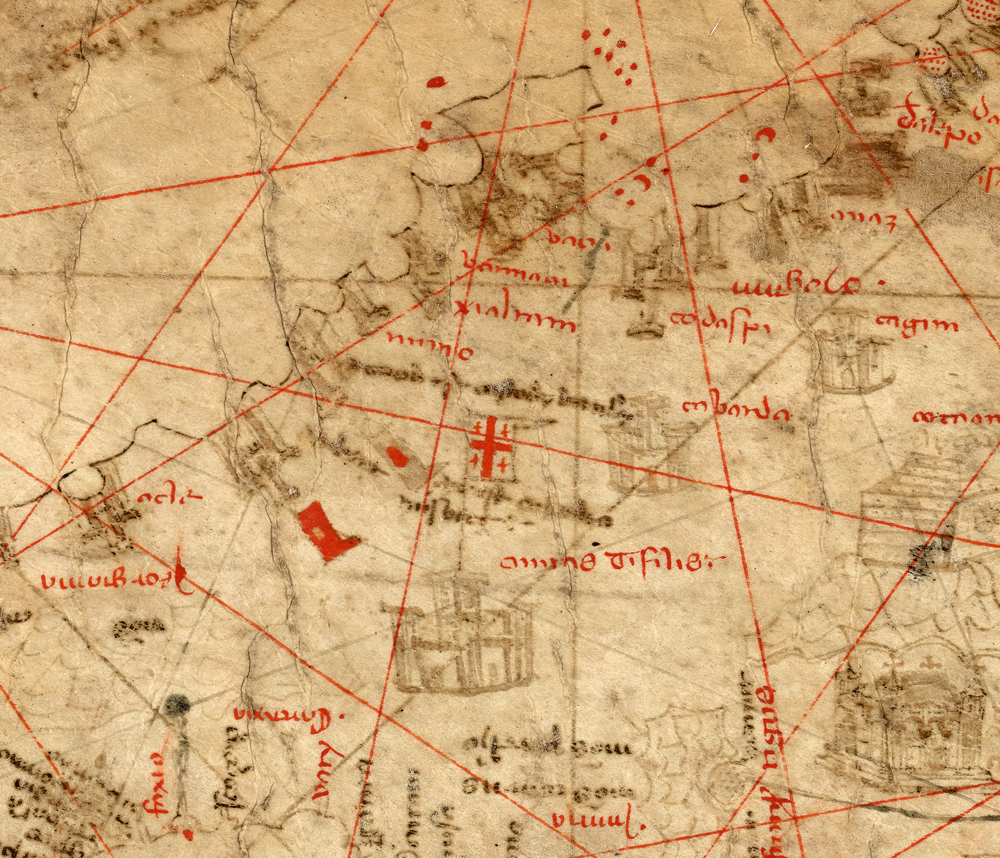
Mapa braci Domenico i Francesco Pizzigano z 1397, gdzie Tbilisi oznaczone zostało flagą

Aktualny wzór flagi został przyjęty przez gruziński parlament 14 stycznia 2004 roku ustawą organiczną „O fladze państwowej Gruzji”. Jest on odwzorowaniem sztandaru, jakim posługiwał się blok polityczny Zjednoczony Ruch Narodowy, który doprowadził do obalenia rządów Eduarda Szewardnadzego podczas rewolucji róż w 2003 roku.
Zwolennicy zwycięskiego prezydenta Micheila Saakaszwilego (lidera Ruchu Narodowego) argumentowali, że flaga jest „prawosławna i historyczna”. Była ona używana jako jedna z flag Gruzji w latach 1918–1921.
W latach 1990–2004 w Gruzji obowiązywała flaga barwy brązowo-wiśniowej z elementami czarnym i białym. Była ona sztandarem socjalistów, którzy sprawowali rządy w Gruzji w latach 1918–1921, jednak proporcje flagi z 1990 roku zostały nieznacznie zmienione w stosunku do tych, jakie obowiązywały za czasów Demokratycznej Republiki Gruzji. Dominująca na tej fladze barwa brązowo-wiśniowa – kolor jesiennych liści derenia – jest narodową barwą Gruzinów. Czerń symbolizowała przeszłość pod rządami Rosji, a biel pokojową przyszłość. Już w końcu lat 90. w kręgach politycznych mówiono o konieczności jej zmiany, jednakże powołana wówczas przez Szewardnadzego komisja nie wypracowała żadnego stanowiska.
W okresie, gdy Gruzja wchodziła w skład ZSRR, obowiązywało kolejno kilka flag, nawiązujących do komunistycznych symboli.

### Historyczne flagi Gruzji

Flaga obowiązująca w latach 1990–2004, stosunek boków 3:5

Flaga Gruzińskiej SRR w latach 1951–1990
Flaga Gruzińskiej SRR 1937–1951
Flaga Zakaukaskiej FSRR 1922–1936
Flaga Gruzińskiej SRR z 1921–1937 z napisem w j.gruz.
Flaga Gruzińskiej SRR z 1921–1937 z napisem w j.ros.

Flaga Demokratycznej Republiki Gruzji (niepodległej Gruzji) z lat 1918–1921, stosunek boków 1:2
Flaga Zakaukaskiej Demokratycznej Republiki Federacyjnej 1918
Imperium Rosyjskie 1810–1917
Flaga Księstwa Megrelii (Megrelia, Zachodnia Gruzja) XIII–XIV w. n.e.
Flaga Królestwa Kartlii i Kachetii 1762–1801
Flaga Królestwa Imeretii XV wiek – 1810

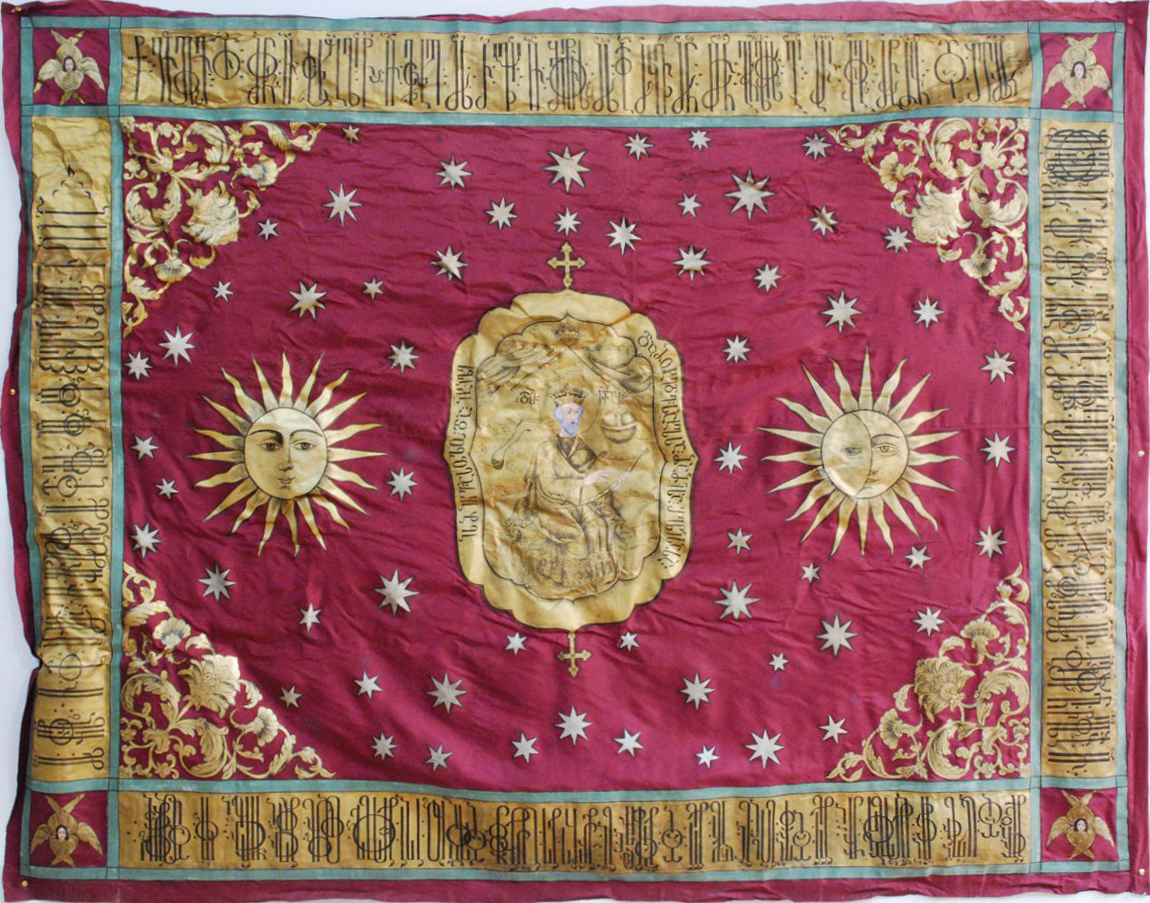
Flaga Królestwa Kartlii za czasów panowania króla Wachtanga VI w latach 1711–1715 i ponownie 1719–1724
Flaga Królestwa Gruzji 1008–1490 z okresu panowania króla Jerzego V 1297–1298